# Tunnel de l'Alte Burg
Le tunnel de l'Alte Burg est un tunnel situé en Thuringe, en Allemagne. Il mesure 874 mètres de longueur.